# Halal-TV
Halal-tv var ett samhällsprogram från Sveriges Television med premiär 3 november 2008. Halal i titeln är inom islam benämningen på det som är tillåtet. Programmet leddes av de tre muslimska kvinnorna Cherin Awad, Dalia Azzam Kassem och Khadiga El Khabiry.

## Kontroverser
Innan programmet sändes handlade debatten till stor del om att tre djupt religiösa muslimer fick leda ett program med koppling just till deras tro. Initiativet kritiserades bland annat för att programledarna gjordes till representanter för alla Sveriges muslimer och att SVT inte skulle gjort en liknande satsning med andra religiösa grupper. Ett tidigare uttalande av Cherin Awad som tolkats som ett försvar av stening inom sharia lyftes fram som ett exempel på programledarnas olämplighet som representanter för muslimer i Sverige. Detta uttalande hade Awad senare tagit tillbaka, innan programmet sändes.
Under programseriens lopp blev det största samtalsämnet intervjun med Carl Hamilton som reagerade kraftigt på att två av kvinnorna vägrade att skaka hand med honom. Hamilton menade att detta var ett uttryck för intolerans mot svenska seder och att produktionen aktivt provocerat fram kontroversen för att skapa innehåll till programmet . El Khabiry menade istället att händelsen bottnade i programledarnas uppriktiga vilja att själva bestämma hur de vill hälsa och att det var Hamiltons insisterande på att skaka hand som var intolerant . 

## Avsnitt
| Nr | Datum      | Tema          |
| -- | ---------- | ------------- |
| 1  | 2008-11-03 | Klassamhället |
| 2  | 2008-11-10 | Jämställdhet  |